# Угам (гурт)
Угам (перс. اوهام) — музичний гурт з Ірану заснований 2000 року (1378 за Іранським календарем), музика якого є синтезом року і традиційної іранської музики на вірші Гафіза і Румі.

## Історія
Гурт Угам розпочав свою історію 2000 року (1378 за І.к.) в місті Тегерані. Його заснували Шаграм Шаарбаф (вокал, композиція), Шагрох Ізадхах (електрогітара) та Бабак Ріягіпур (бас-гітара). Того ж року записали свій перший альбом «نهال حیرت» і для його публікації підписали контракт із однією фірмою. Однак Міністерство культури та ісламської орієнтації не дало дозволу на публікацію альбому та охарактеризувало їх музику як західну і таку, що не підпадає під законодавчі стандарти. Оскільки гурт не міг отримати офіційного дозволу Міністерства культури, то 2001 року (1379 за І.к.) музиканти відкрили офіційний вебсайт, куди виклали пісні з альбому «نهال حیرت» для вільного завантаження. Це призвело до того, що їх пісні за короткий строк поширились серед молоді і таким чином гурт собі здобув численних прихильників.
Гурт продовжував намагатись отримати дозволи на офіційне видання альбому і на виступи наживо, але їх зусилля виявилися марними.
Взимку 2001-02 років (1380 за І.к.) колектив уперше зумів виконати концерт наживо. Цей концерт відбувся в храмі Російської православної церкви в Тегерані. На ньому музиканти виконали всі пісні зі свого першого альбому. Але в будь-якому разі цей концерт не був офіційним. Восени 2002 року (1381 за І.к.) гурт записав дві нові пісні «حافظ عاشق است» та «راه عشق». Ці дві композиції, які вийшли під спільною назвою حافظ عاشق است були останніми роботами колективу в початковому складі. Музиканти виклали їх для завантаження в Інтернет напередодні Ноурузу 1382 (21-22 березня 2003) і впродовж першого тижня їх завантажили більш як 15 000 разів.
Навесні 2003 року Шахрох і Бабак полишили гурт і через це він на деякий час припинив існування. Шаграм ненадовго поїхав до Канади, але потім повернувся до Тегерану і відновив діяльність колективу. Навесні 2004 року гурт виступав наживо в таких містах Німеччини, як Берлін, Гамбург. Потім було кілька концертів у Тегерані.
Наприкінці 2004 — на початку року Шаграм почав зводити пісні, матеріал до яких був записаний впродовж двох попередніх років. Влітку того ж року з цих пісень створено альбом آلوده. Одна з канадських фірм взяла на себе роботу з публікації цього альбому й поширення його в Північній Америці та Європі. В текстах цих пісень крім поезії Гафіза було використано чотири фрагменти з віршів Румі.
2010 року (1388 за І.к.) Шаграм Шаарбаф з нагоди десятиріччя колективу опублікував альбом під назвою E-HUM, який містив 15 пісень з їх попередньої творчості. В ньому вийшла повна версія пісні پیر مِی فروش , демо-запис якої був на їхньому першому альбомі نهال حیرت.